# Mār Barreh
Mār Barreh (persiska: مايِرِه, مار برّه, Mār Bereh) är en ort i Iran.   Den ligger i provinsen Ilam, i den västra delen av landet, 500 km sydväst om huvudstaden Teheran. Mār Barreh ligger 1 291 meter över havet och antalet invånare är 119.
Terrängen runt Mār Barreh är huvudsakligen kuperad, men åt sydväst är den bergig. Runt Mār Barreh är det glesbefolkat, med 15 invånare per kvadratkilometer. Närmaste större samhälle är Īlām, 12,6 km nordost om Mār Barreh. Omgivningarna runt Mār Barreh är i huvudsak ett öppet busklandskap.